# Юзефув (Равський повіт)
Юзефув (пол. Józefów) — село в Польщі, у гміні Біла-Равська Равського повіту Лодзинського воєводства.
Населення — 101 особа (2011).
У 1975-1998 роках село належало до Скерневицького воєводства.

## Демографія
Демографічна структура станом на 31 березня 2011 року:
|          | Загалом | Допрацездатний вік | Працездатний вік | Постпрацездатний вік |
| -------- | ------- | ------------------ | ---------------- | -------------------- |
| Чоловіки | 59      | 11                 | 38               | 10                   |
| Жінки    | 42      | 6                  | 19               | 17                   |
| Разом    | 101     | 17                 | 57               | 27                   |